# Boris Liubenov
Boris Liubenov (Vidin, 20 de abril de 1947) es un deportista búlgaro que compitió en piragüismo en la modalidad de aguas tranquilas. Ganó una medalla de bronce en el Campeonato Mundial de Piragüismo de 1970 en la prueba de C2 1000 m.
Participó en dos Juegos Olímpicos de Verano en los años 1968 y 1972, su mejor actuación fue un quinto puesto logrado en México 1968 en la prueba de C1 1000 m.

## Palmarés internacional
| Campeonato Mundial | Campeonato Mundial     | Campeonato Mundial | Campeonato Mundial |
| Año                | Lugar                  | Medalla            | Evento             |
| ------------------ | ---------------------- | ------------------ | ------------------ |
| 1970               | Copenhague (Dinamarca) | Medalla de bronce  | C2 1000 m          |